# أدرار
مدينة أدرار ، (بالتيفيناغ :ⴰⴷⵔⴰⵔ) تقع جنوبا بالصحراء الجزائرية وهي عاصمة ولاية أدرار ثاني أكبر ولاية بالوطن بعد تمنراست من حيث المساحة.
و تعرف الولاية بأنها تحتل مساحة معتبرة من اٍقليم توات التاريخي، الذي شهد في القرون الماضية حركة تجارية وعلمية كبرى، وكان مركز إشعاع علمي جنوب غرب أفريقيا، بسبب تواجد عدد مهم من الزوايا والمدارس الصوفية أكبرها وأشهرها حاليا مدرسة الشيخ سيدي محمد بالكبير .
تعد مدينة أدرار العاصمة الإدارية والاقتصادية لولاية أدرار ، وهي مدينة حديثة النشأة نسبيا، فقد أسست في عام 1906، شهدت هذه المدينة نمواً وازدهاراً بعد الاستقلال، نتيجتا لمشاريع البنية التحتية والاجتماعية والإسكانية التي قامت بها الدولة الجزائرية على مدى عقود، مما انعكس على تطور وتحسن نمط العيش والحياة، كما تجمع هذه المدينة كافة المصالح الإدارية والاقتصادية للولاية.

## التجمعات السكانية
تضم بلدية أدرار تسعة قصور هي:
- أدرار
- أدغا
- أوقديم
- بربع
- أولاد أونقال
- أولاد أوشن
- أولاد علي
- تيليلان
- مراقن

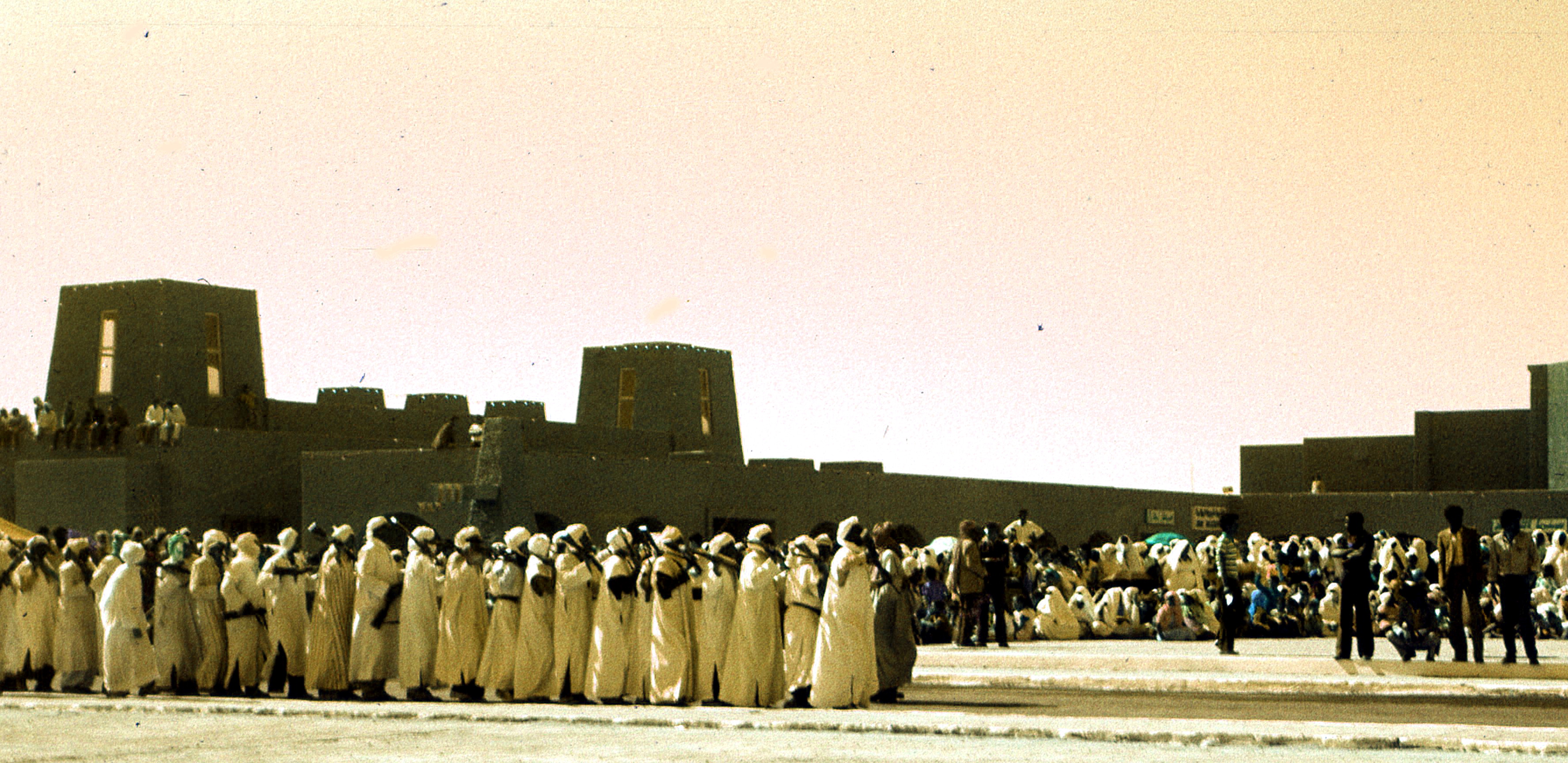
فنتازيا أدرار
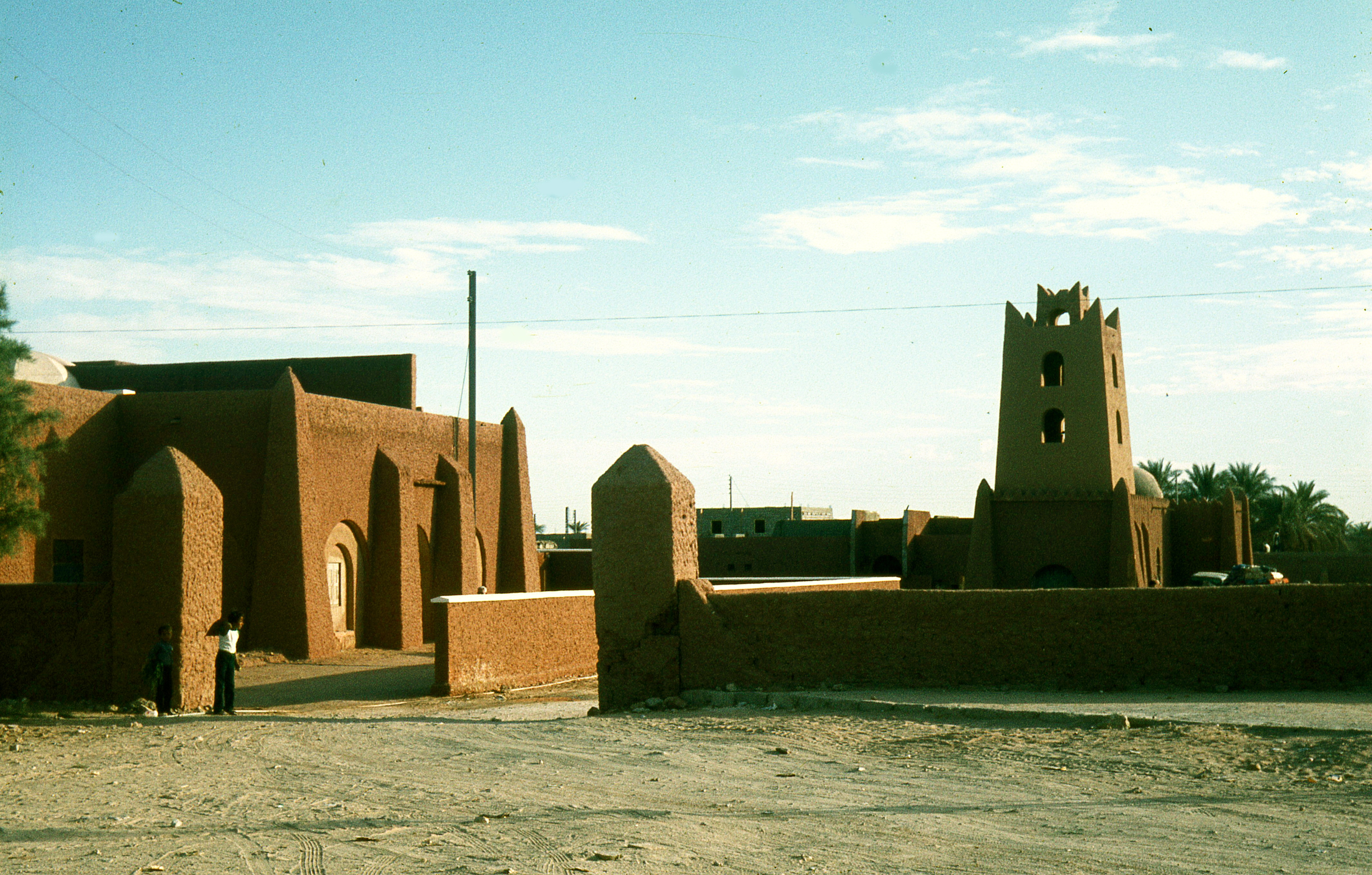
بناية من الطين بأدرار
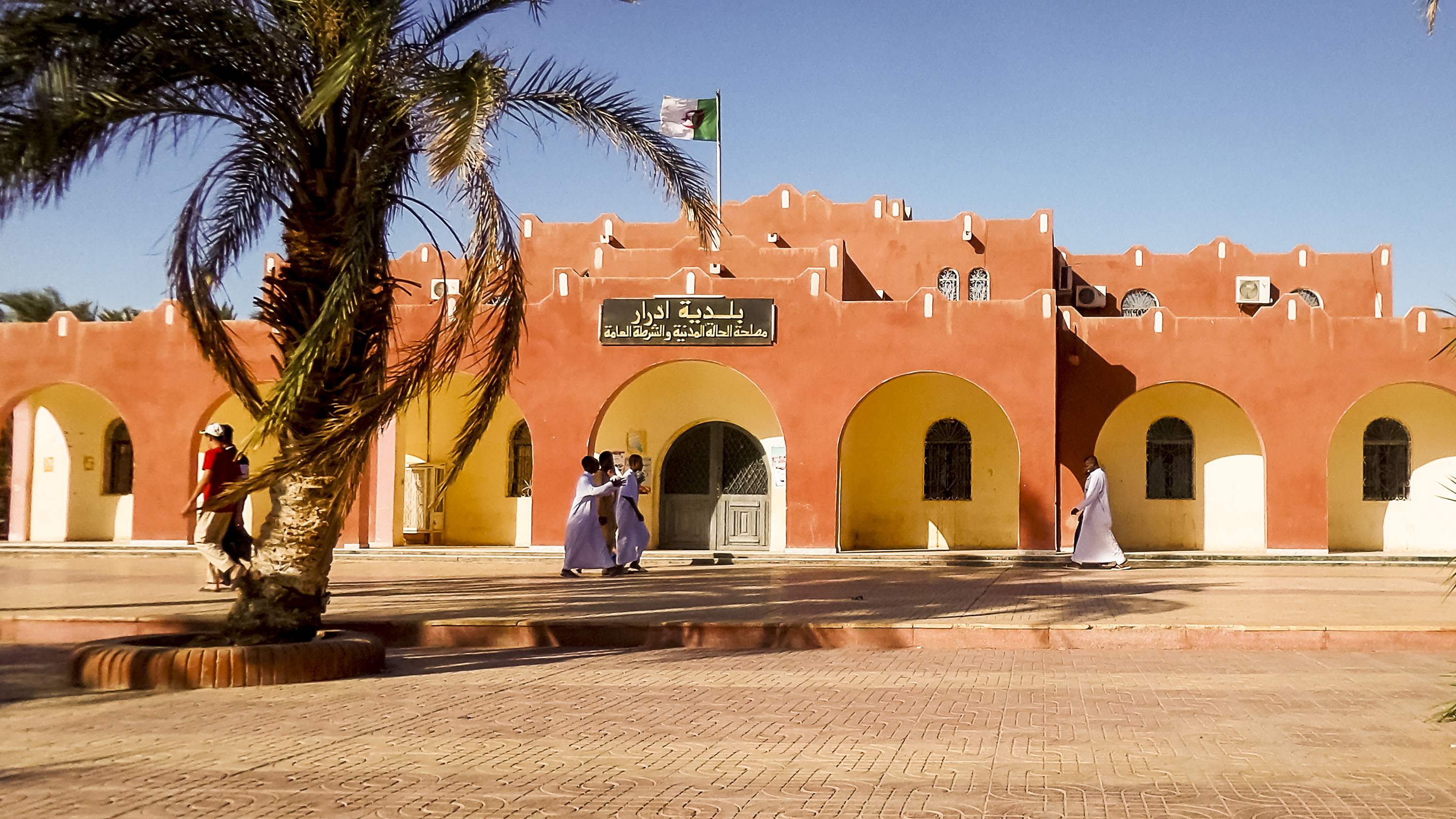
مقر بلدية أدرار

## التاريخ
ويوجد بها إقليم توات التاريخي ويرجع إلى أواخر القرن 9 م وقد كانت ممرا نحو إفريقيا جنوب الصحراء (السودان حسب نعت المحلين لها) في تجارتهم حيث جعل منها محطة سفر لهم.

## الثقافة
تعرف أدرار بتنوعها الثقافي والإثني، والتي ساهمت فيها قرون من حركات التجارية والعلمية، بسبب كونها همزة الوصل بينها وبين غرب الجزائر وأفريقيا جنوب الصحراء، من خلال قوافل التجارة، كتجار الملح والتمور والذهب والنواعم...الخ.

## التكوين والتعليم المهنيين

### مديرية التكوين المهني أدرار:[3]
مديرية التكوين المهني أدرار وكذلك تسمى بــ مديرية التكوين والتعليم المهنيين أدرار، دائرة خارجية لوزارة التكوين والتعليم المهنيين، ذات شخصية اعتبارية واستقلال مالي، تنظم، تتابع وتراقب نشاط التكوين والتعليم المهنيين على مستوى إقليم الولاية. 